# Gyalui Jenő
Gyalui Jenő (Kolozsvár, 1897. augusztus 24. – Kolozsvár, 1921. május 9.) kolozsvári magyar rendező, filmforgatókönyvíró. Gyalui Farkas fia.

## Életútja
Szülővárosa Unitárius Kollégiumában érettségizett (1915), beiratkozott az orvosi karra, de szabad művészi pályára lépett. A Budapesti Hírlapban tárcával jelentkezett (1917), majd a Janovics Jenő alapította Transsylvania Filmgyár Rt. mozgószínház-főnöke lett.
Szerzője és rendezője A métely (Brieux után, 1918), Palika (Gábor Andor után, 1918), Akik életet cseréltek (1918), A kancsuka hazájában (1918), Doktorok tragédiája (1918), A medikus (1918), A legszebb kaland (Flers és Caillavet után, 1918), valamint a Világrém (a vérbajról, C. Levaditi orvosprofesszor közreműködésével, 1920) c. filmeknek.
Posztumusz munkájaként megjelent Atyám (Mon père) c. dramolettje (Kolozsvár, 1923) Puccini Pillangókisasszonyának művészi továbbképzelése. Mint a dramolett hőse (Cso-cso-szán fia), a szerző is ifjan öngyilkos lett.